# José María Panadero
José María Panadero Cordón (Cáceres, 27 gennaio 1977) è un ex cestista spagnolo.

## Palmarès

### Squadra
- Copa Príncipe de Asturias: 1

Melilla: 1999

### Individuale
- MVP Copa Príncipe de Asturias: 1

Melilla: 1999